# Quadfeldmühlbach
Der Quadfeldmühlbach ist eine 8,82 km lange Abzweigung des Regens im Landkreis Cham in der Oberpfalz in Bayern.
Der Quadfeldmühlbach ist kein eigentlicher Bach, sondern eine Verzweigung des Regens.
Seine Quelle ist also keine richtige Quelle, sondern ein Abzweig des Regens an einem Wehr.
Allerdings besteht der Quadfeldmühlbach schon mindestens seit dem 19. Jahrhundert.
Er wurde wohl ursprünglich als Mühlbach für die 1838 erwähnte Quadfeldmühle angelegt.
Er fließt er auf seiner ganzen Länge von fast 9 km in zahlreichen Mäandern durch die Ebene südlich von Cham, bevor er sich wieder mit dem Regen vereinigt.

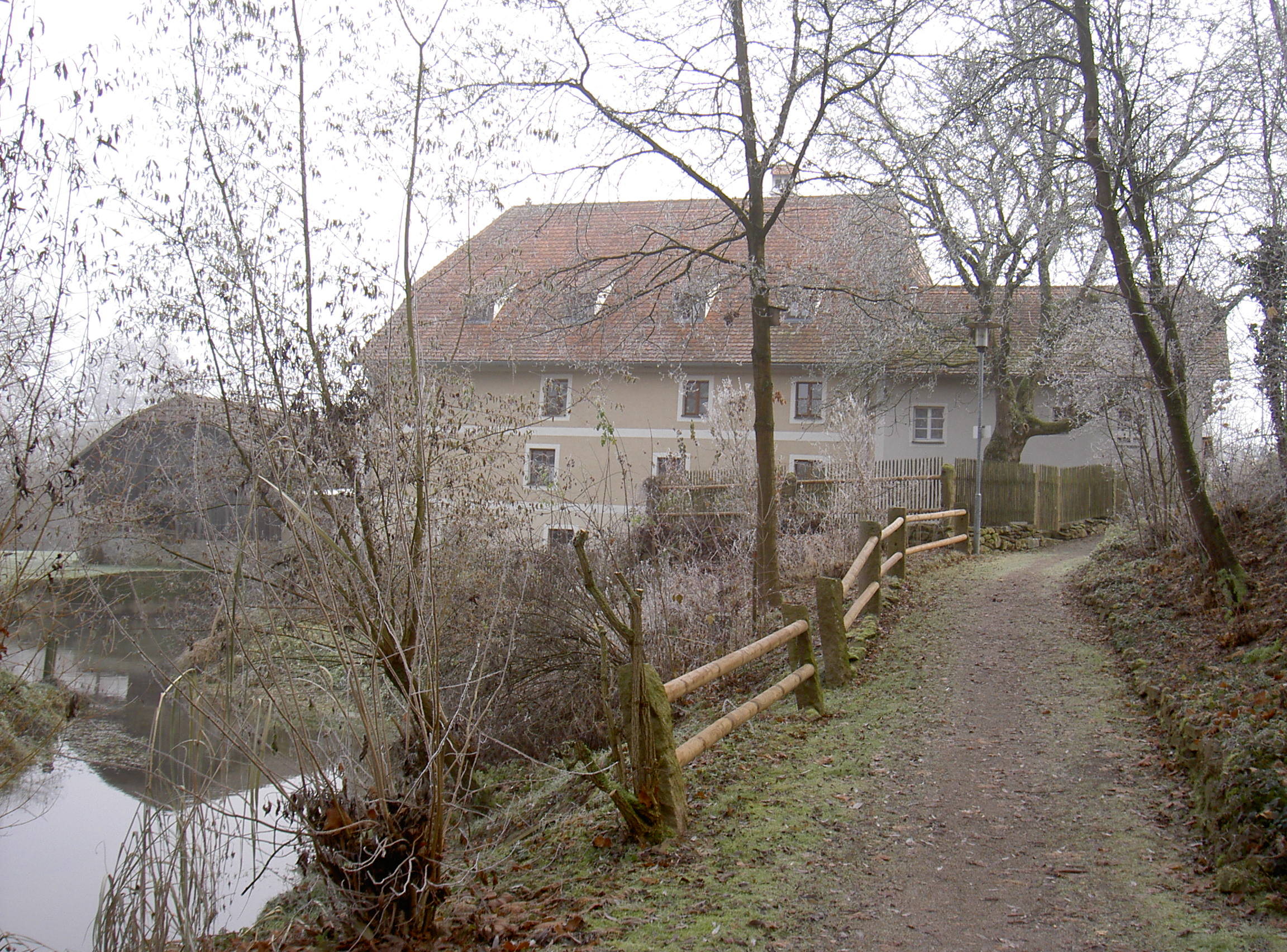
Klostermühle in Altenmarkt am Quadfeldmühlbach

## Verlauf
Der Quadfeldmühlbach beginnt an einem Wehr südlich von Altenstadt, dort, wo der Chamb in den Regen mündet.
Er zweigt nach links vom Regen ab und fließt in südwestlicher Richtung am Nordrand der Piedendorfer Weide entlang.
Er unterquert die B 22, fließt an einer Kiesgrube entlang und erreicht die namensgebende Quadfeldmühle.
Südlich der Quadfeldmühle erreicht er das Stadtviertel Janahof.
Hier mündet von links der Haidbach.
Der Quadfeldmühlbach passiert Janahof an dessen Nordrand.
In weit nach Norden ausholenden Bögen mäandriert er durch die Erlenwiese und passiert den Ostrand von Altenmarkt mit der denkmalgeschützten Klostermühle.
Nun fließt der Quadfeldmühlbach zwischen Mönchsweiher, Anger und Auf der Altern im Westen und Im Großen Gesellen und Im Kleine Gesellen im Osten weiterhin stark mäandrierend nach Norden.
Von links nimmt er zwei aus den Feuchtwiesen des Mönchsweiher kommende Bäche auf.
Nordöstlich von Michelsdorf in der Loiblinger Au vereinigt er sich wieder mit dem Regen.

## Zuflüsse
Auf seinem ganzen Lauf durchquert der Quadfeldmühlbach fast ohne Gefälle dahin fließend ein ebenes Gebiet von Feuchtwiesen aus dem ihm von beiden Seiten Sickerwasser, Entwässerungsgräben und kleinere und größere Bäche zufließen.
Der einzige benannte Zufluss ist der Haidbach, der am Nordrand von Janahof von links in den Quadfeldmühlbach mündet.